# أبو الحسن القابسي
القابسي هو أبو الحسن علي بن محمد بن خلف المعافري المعروف بالقابسي، ومذهبه مالكية ولد في القيروان عام 324 هجري -935 ميلادي وتسمية القابسي إنما هي نسبة إلى مدينة قابس بالقرب من القيروان وتوفي سنة 403 هجري.
ذكر السيوطي عنه أنه كان حافظا للحديث، بصيرا بالرجال، عارفا بالاصلين، رأسا في الفقه ضريراً زاهداً ورعاً.

## أشهر كتبه
- الممهد في الفقه وأحكام الديانة
- ملخص الموطأ
- كتاب الاعتقادات
- كتاب الذكر والدعاء
- الرسالة المفصلة لأحوال المتعلمين وأحكام المعلمين والمتعلمين
- تأثر القابسي برسالة ابن سحنون المسماة آداب المعلمين